# Ксаверій Владислав Браницький
Браницький Ксаверій Владислав Олександр Костянтин Андрей Леон (19 квітня 1864, Париж — 18 червня 1926, Монтрезор) — польський натураліст, музейник, колекціонер; граф.

## Біографія
Правнук тарговичанина Францішека Ксаверія, син Костянтина Браницького (мандрівник і колекціонер, помер 1884), двоюрідний брат Владислава Браницького.
1886 року одружився з кузиною — графинею Анною Марією Пією Розою Потоцькою (1863—1953), дочкою Адама Й. Потоцького з Крешовиць і графині Катажини Потоцької з Браницьких (1825—1907). Мали п'ятеро дітей: доньки Катаржина (1889—1968) і Ядвіга (1890—1977), а також троє синів: Костянтин (1887—1918), Адам (1892—1947), Владислав (1893—1913).
Спадкоємець великих маєтків на Київщині, власник маєтку Монтрезор у Франції (успадкований від дядька Ксаверія), з 1892 р. власник маєтку Віланув, успадкованого від Олександри Потоцької, з 1911 р. власник маєтку Рось на Гродненщині, успадкованого від дядька Стефана Потоцького. 
Фінансував природні дослідження в Південній Америці та Африці, продовжив розпочате його батьком збирання природничих колекцій, головним чином зоологічних, і в 1887 році зробив їх доступними для публіки в приватному природничому Музеї Браницьких, який передав Польській республіці в 1919 році. Разом із колекціями Зоологічного кабінету, створеного в 1819 р. при Варшавському університеті, заснував Зоологічний відділ Національного природознавчого музею.

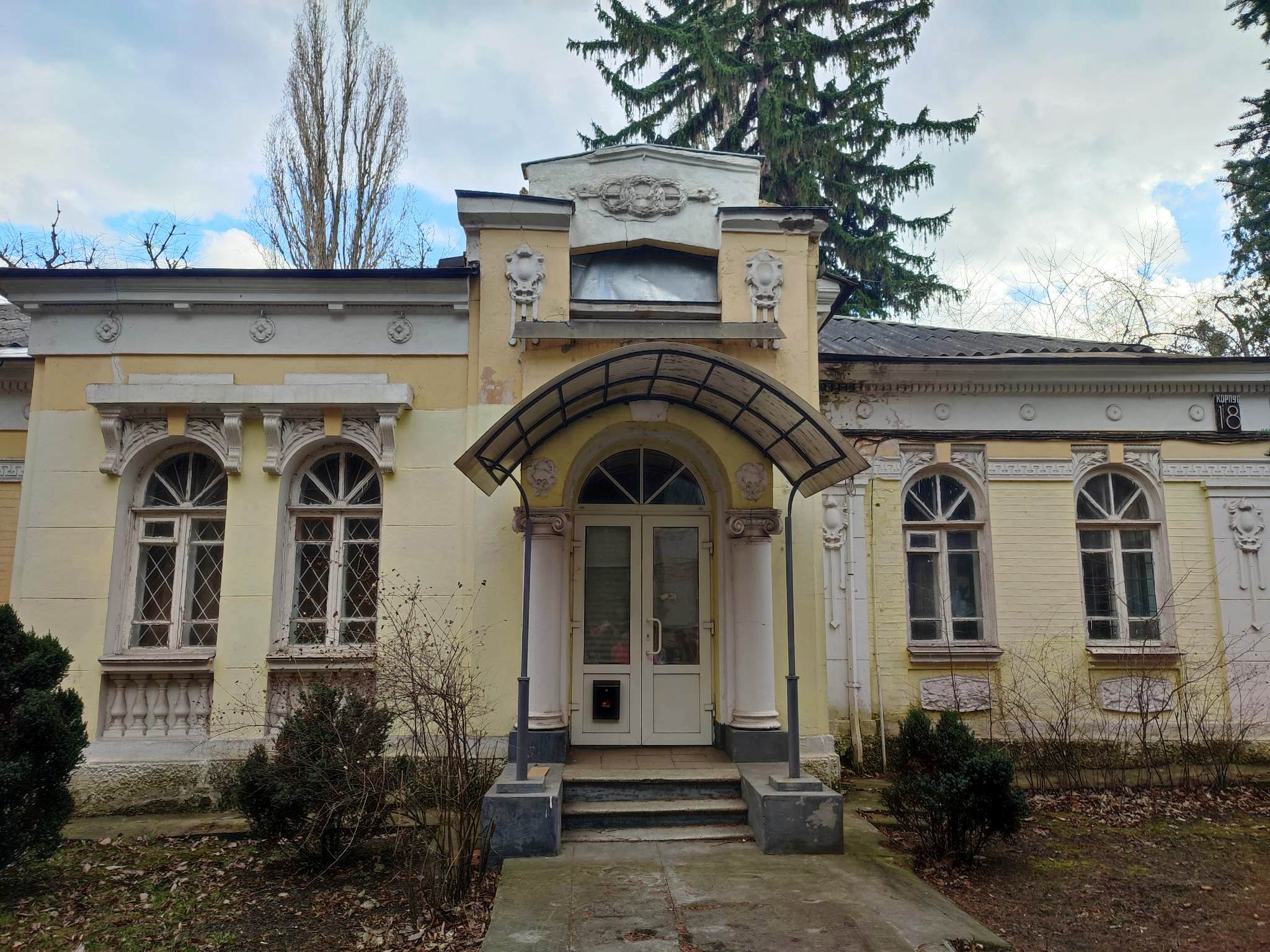
Київ, Пріорка, особняк Браницьких

На плані Києва 1894 року на Пріорці позначена чимала дача графа Браницького.Можна припустити, що граф не оминув увагою діяльність Київського товариство любителів природи, Музей київського відділу Імператорського Товариства правильного полювання, Київський яхт-клуб. Адже протягом 20 років (~1897-1917) він був президентом найстарішого польського спортивного товариства — Варшавського товариства веслування.
1914 року у Києві на Куренівці ним збудований цукрозавод, про що нагадує назва Цукрового провулка. 
З початком Великої війни, у відповідь на звернення головнокомандувача російськими військами великого князя Миколи Миколайовича Романова 14 серпня 1914 року, підписав подячну телеграму, в якій, між іншим, говорилося, що кров синів Польщі, пролита разом із кров'ю синів Росії в боротьбі проти спільного ворога, стане найбільшою запорукою нового життя в мирі та дружбі двох слов'янських народів.
Після німецької окупації Варшави в 1915 році, граф виїхав до Києва. По закінченні війни перебував переважно в Монтрезорі. У приватному житті мав репутацію дивака та скнари, ймовірно, через обмеження особистих витрат після втрати українських маєтків та доходів від маєтку Рось, зруйнованих під час польсько-більшовицької війни. Виділив значні кошти на утримання палацу та колекцій музею у Віланові, який після війни занепав.
Помер у Монтрезорі в червні 1926 року, заповівши маєтки Віланувські та Роські своєму синові Адаму, а Монтрезор — своїй доньці Ядвізі, одруженій зі Станіславом Реєм.
На базі цукрозаводу з 1956 р. діє Київська макаронна фабрика. В садибі Браницьких на Пріорці зберігся особняк, була фабрика спорттоварів, а з 1961 р. розмістився Інститут надтвердих матеріалів АН УРСР.